# Moderne drakme
Moderne drakmer er navnet på den valuta, der blev brugt i Grækenland fra 1832 indtil indførelsen af euroen i 2002. 1 drakme svarer til 100 lepta.
Grækenlands første møntenhed efter uafhængigheden fra det Osmanniske Rige var føniksen drakmer, opkaldt efter antikkens mønt, blev indført i 1832. Grækenland blev medlem af den Latinske møntunion i 1868, og drakmerens værdi var derefter sat til en Fransk franc.
Den Tyske besættelse under 2. Verdenskrig afstedkom en hyperinflation, og en ny drakmer blev indført i 1944, med én ny drakmer = 50.000.000.000 gamle drakmer.
I 1954 måtte man igen indføre en ny drakmer, denne gang med én ny(ere) drakmer = 1.000 drakmer; dens værdi var sat til 30 drakmer = 1 Amerikansk dollar. Senere begyndte drakmeren igen at tabe sin værdi.
Den 1. Januar 2002 blev drakmeren erstattet af Euroen, kursen var dengang 340,75 drakmer = 1 euro.